# Selenia postmaculata
Selenia postmaculata là một loài bướm đêm trong họ Geometridae.